# Hugonia macrocarpa
Hugonia macrocarpa är en linväxtart som beskrevs av Friedrich Welwitsch. Hugonia macrocarpa ingår i släktet Hugonia och familjen linväxter. Inga underarter finns listade i Catalogue of Life.